# توجون

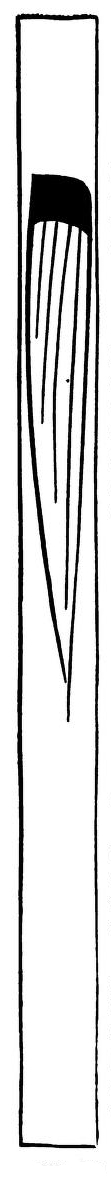
البطاقة والرمز

توجون؛ أقراص القتال حرفيًّا هي أوراق اللعب التّقليدية الكورية المستخدمة في النّصف الأخير من مملكة جوسون. تُعرف أيضًا باسم توباي، بطاقات القتال حرفيًا.

## تعبير
تحتوي المجموعة عادةً على أربعين أو ستّين أو ثمانين بطاقة: تسع بطاقات أرقام وجنرال واحد (جانغ) لكلّ مجموعة. في مجموعة كاملة مكوّنة من ثمانية بدلات، البدلات وجنرالاتها هي كما يلي: 
- رجلد بقيادة الملك
- السمك بقيادة التنين
- كرو بقيادة فينيكس
- الدراج بقيادة الصقر
- اليحمور بقيادة النمر
- ستار بقيادة نجم الشمال
- أرنب بقيادة النسر
- حصانبقيادة العربة

كتب يو دوك جونج (1749–1807) في كتابه منوعات سيول ذلك في بدلات النّجوم، والخيول، واليحمور، والأرانب؛ ترتيب البطاقات الرّقمية بترتيب معكوس، حيث تكون تسعة هي أدنى مرتبة وواحدة هي ثاني أعلى مرتبة، ولا يتفوّق عليها سوى العام. يمكن رؤية هذا التّرتيب أيضًا في الألعاب القديمة مثل جانجيفا، مادياو، انتصار، وأونسون كاروتا.
البطاقات الفعلية طويلة جدًا وضيقة، ويبلغ قياسها عادةً حوالي 8 بوصة (200 مـم) الطّول و 0.25 بوصة (6.4 مـم) عبر. وهي مصنوعة من الورق المزيت أو الجلد.  عادةً ما يتم تزيين الظّهر بتصميم منمّق من الرّيش.

## تاريخ

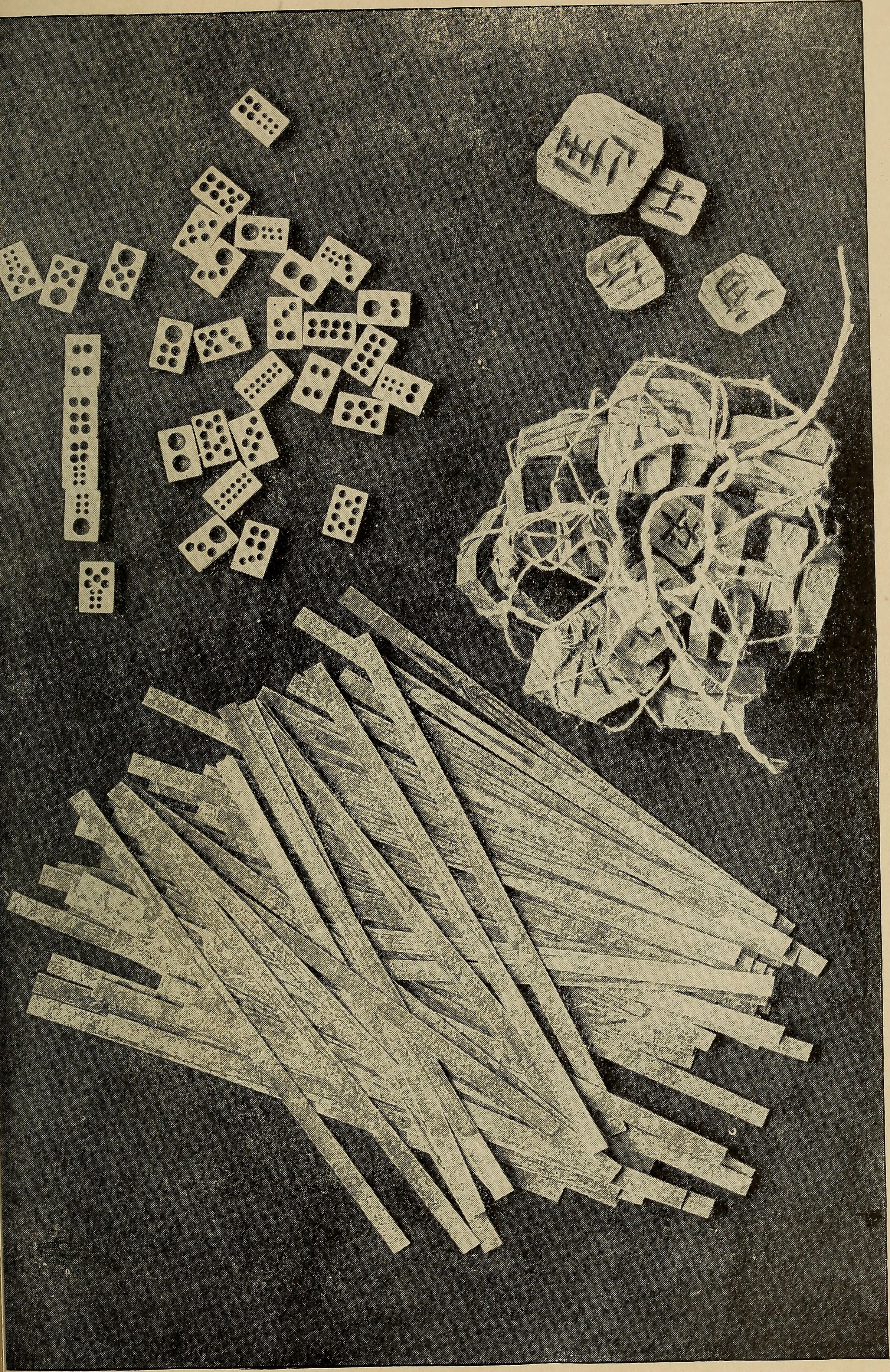
مجموعة من مواد الألعاب الكورية (حوالي أواخر القرن التاسع عشر)، بما في ذلك توجون.

في كتابه "الألعاب الكورية" الصادر عام 1895، مع ملاحظات حول الألعاب المقابلة في الصّين واليابان، اقترح عالم الإثنوغرافيا ستيوارت كولين أنّ التوجون نشأت من "سهام" الخيزران الرّمزية ذات الشّكل المماثل المستخدمة في العرافة في كوريا في القرن السّادس. ومع ذلك، فإنّ هذه الفرضية مدعومة بشكل أساسيّ بالتّشابه البصري ولا تزال غير مثبّتة. 
ادعى سيونغ دايجونغ (1732-1809) أن جانغ هيون (و. 1613) أعاد لعبة الورق الصينية مادياو إلى كوريا. وادّعى سيونغ أيضًا أنّ جانغ قام بتبسيط البطاقات لإنشاء لعبة توجون أثناء وجوده في السّجن وقام بتعليم الّلعبة للسّجناء والحرّاس. ويعتقد أنّ جانغ نفسه مات في السّجن. أصدر الملك جيونغجو (حكم من 1776 إلى 1800) العديد من عمليات الحظر غير الفعّالة ضدّ توجون بعد أن تسبّبت المقامرة في مشاكل اجتماعيّة خطيرة.
بحلول أوائل القرن التاسع عشر، تطورت توجون إلى حد ما من شكلها الأصلي: كان حجم الطوابق عادةً يتراوح من أربعين إلى ستين بطاقة فقط، باستخدام أربعة أو ستّة من البدلات الثّمانية؛ ولم تعد البطاقات الرّقمية مميّزة لتمييز نوعها، حيث يتمّ استخدامها بالتّبادل. فقط الجنرالات احتفظوا ببدلاتهم. تمّ استبدال البطاقات بـ هانافودا أثناء الاحتلال الياباني ولكن تمّ نقل بعض قواعد توجون إلى البطاقات اليابانية.  

## ألعاب
إلى حد بعيد، كانت اللعبة الأكثر شعبية هي غابو جابجي ، لدرجة أنه تم استخدام الاسم بالتبادل مع توجون. تُعرف أيضًا باسم يوت يات مانغي، "مدقة اللحم الحلو"، وهي لعبة تشبه لعبة القمار تشبه لعبة الدومينو الصينية.  يتم لعبها بمجموعة أوراق مكونة من 60 بطاقة والهدف هو الوصول إلى جابو أو كابو وهي لغة عامية للمقامرة مقابل 9. يبدو أن اللعبة مستمدة من ألعاب كابوفودا حيث الهدف هو الوصول إلى كابو أو كاهو وهو أيضًا عامي يعني 9. من المحتمل أن ينحدر كل من كابو من الكلمة البرتغالية كافو التي كانت لغة عامية تعني حصة أو رهان. لعبة أخرى مماثلة هي كومي، يتم لعبها ببطاقات جانجابا، من أوديشا، الهند على طول طرق التّجارة القديمة في البرتغال. لم تظهر الباكارات في أوروبا حتى منتصف القرن التاسع عشر في فرنسا وسبقتها لعبة أبسط تسمّى ماكاو، ممّا يشير أيضًا إلى الارتباط البرتغالي. من المحتمل أن تكون قواعد كل هذه الألعاب مشتقّة من لعبة سانتشانغ الّتي تعود إلى القرن السادس عشر والّتي كانت تُلعب في الأصل ببطاقات مادياو  لكنّ اللاعبين المعاصرين يفضّلون استخدام المجموعة الفرنسية.
لعبة شعبية أخرى كانت دونغ دانغ، وهي لعبة رومي مبكّرة تشبه لعبة خانهو.

## في الثقافة الشعبية
يعد لعب بطاقات توجيون موضوعًا مستخدمًا في العديد من المسلسلات الدّرامية. فيما بينها:

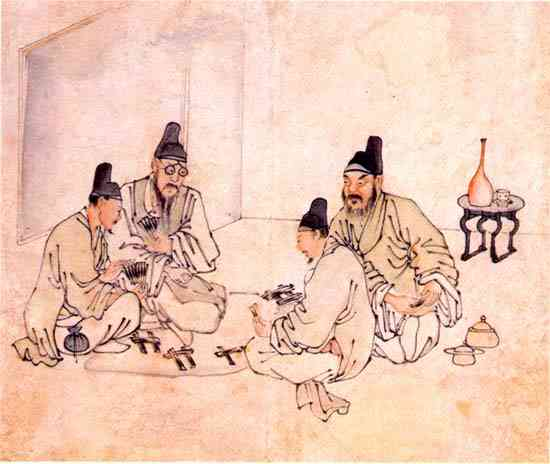
مجموعة من الرجال يلعبون لعبة tujeon.

- مجموعة من الرجال يلعبون لعبة tujeon.القتال بين كيم جونج ريانج والأمير جوانجهاي في الحلقة. 08 وجه الملك .